# Polyrhachis longipes
Polyrhachis longipes é uma espécie de formiga do gênero Polyrhachis, pertencente à subfamília Formicinae.